# Sengwarden
Sengwarden è una frazione della città tedesca di Wilhelmshaven, in Bassa Sassonia.

Conta (2003) 1.333 abitanti.

## Storia
Sengwarden fu nominata per la prima volta nel 1168.

Costituì un comune autonomo fino al 1972.